# Uloma bonzica
Uloma bonzica är en skalbaggsart som beskrevs av Sylvain Auguste de Marseul 1876. Uloma bonzica ingår i släktet Uloma och familjen svartbaggar. Inga underarter finns listade i Catalogue of Life.